# Idioma protogeorgiano-zan
El protogeorgiano-zan (también conocido como proto-karto-zan) es una lengua reconstruida que es el ancestro común de las lenguas karto-zan. Se supone que se separó del protokartveliano durante el siglo XIX a. C. y se dividió en el antepasado de las lenguas Zan y las lenguas georgianas (ancestro del judeo-georgiano y el georgiano y sus dialectos) alrededor del siglo VIII. Siglo a. C. o siglo VII a. C.

## Fonológia
La fonología del protogeorgiano-zan es esencialmente idéntica a la del protokartveliano tanto en los sonidos vocálicos como en los consonánticos, aunque el léxico ha divergido ligeramente, como lo demuestra la falta de ciertas palabras relacionadas con la metalurgia y la agricultura presentes en Esvano.
|     | Georgiano Judeogeorgiano                            |
|     |                                                     |
| Zan | \| \| Mingreliano \| \| \| \| \| \| Laz \| \| \| \| |
|     | \| \| Mingreliano \| \| \| \| \| \| Laz \| \| \| \| |
|     | Mingreliano                                         |
|     |                                                     |
|     | Laz                                                 |
|     |                                                     |

|  | Mingreliano |
|  |             |
|  | Laz         |
|  |             |

|     | Georgiano Judeogeorgiano                            |
|     |                                                     |
| Zan | \| \| Mingreliano \| \| \| \| \| \| Laz \| \| \| \| |
|     | \| \| Mingreliano \| \| \| \| \| \| Laz \| \| \| \| |
|     | Mingreliano                                         |
|     |                                                     |
|     | Laz                                                 |
|     |                                                     |

|  | Mingreliano |
|  |             |
|  | Laz         |
|  |             |